# Louth Bay
Louth Bay är en ort i Australien. Den ligger i kommunen Lower Eyre Peninsula och delstaten South Australia, omkring 250 kilometer väster om delstatshuvudstaden Adelaide. Antalet invånare är 409.
Närmaste större samhälle är Port Lincoln, omkring 21 kilometer söder om Louth Bay. Genomsnittlig årsnederbörd är 585 millimeter. Den regnigaste månaden är juni, med i genomsnitt 126 mm nederbörd, och den torraste är januari, med 16 mm nederbörd.